# コスタノヴァ (競走馬)
コスタノヴァ（欧字名:Costa Nova、2020年4月3日 - ）は、日本の競走馬。主な勝ち鞍に2025年のフェブラリーステークス、根岸ステークス。
馬名の由来は、ポルトガル北部のリゾート地より。

## 経歴

### 2歳・3歳 (2022年・2023年)
2022年12月25日、中山競馬場6Rの2歳新馬戦でデビューするが、11着の惨敗に終わる。
3歳シーズンからはダート路線に転向し、そのシーズン初戦で初勝利を収めた。この年は全4戦に出走し、3勝を挙げた。

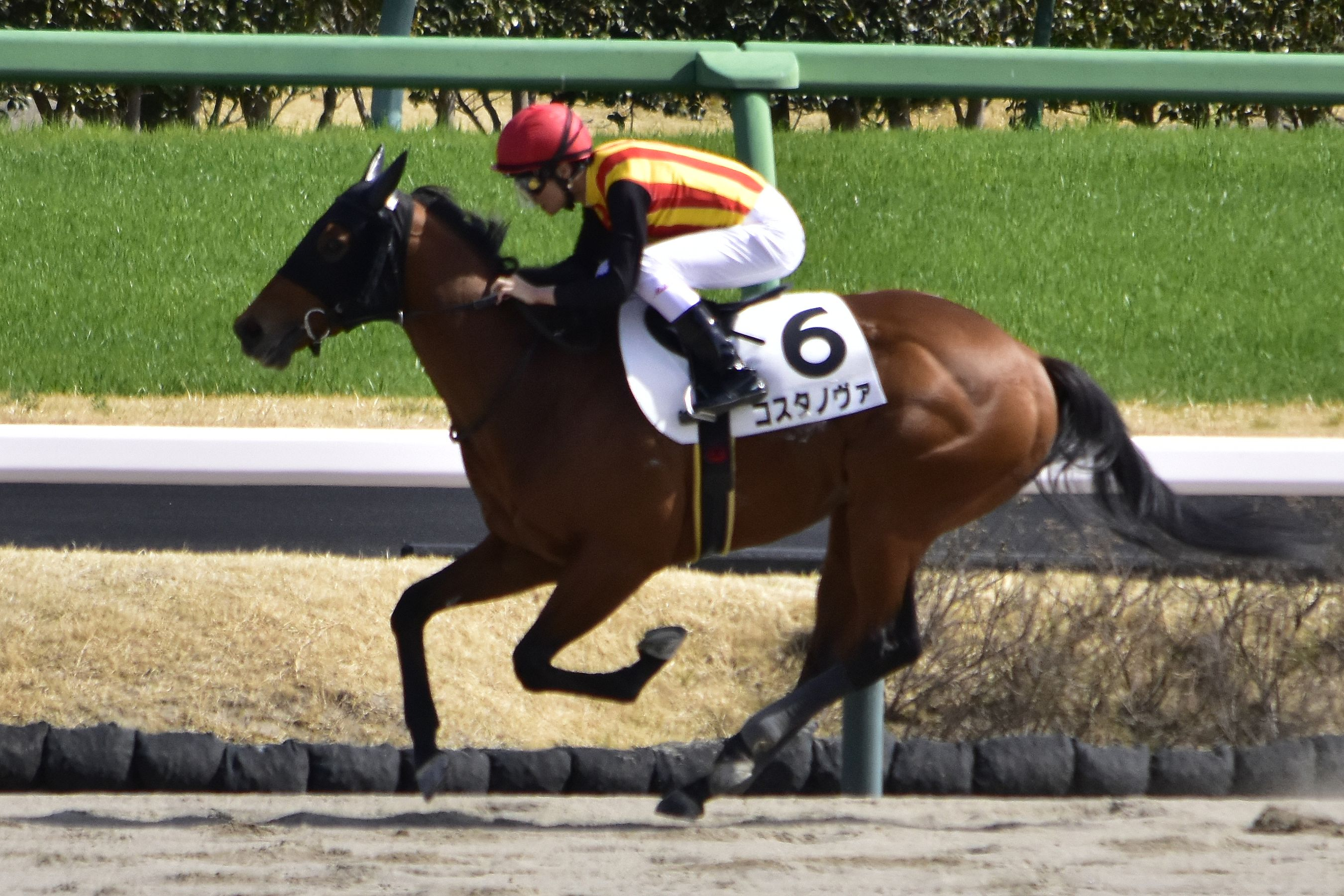
3歳未勝利（2023年3月11日）
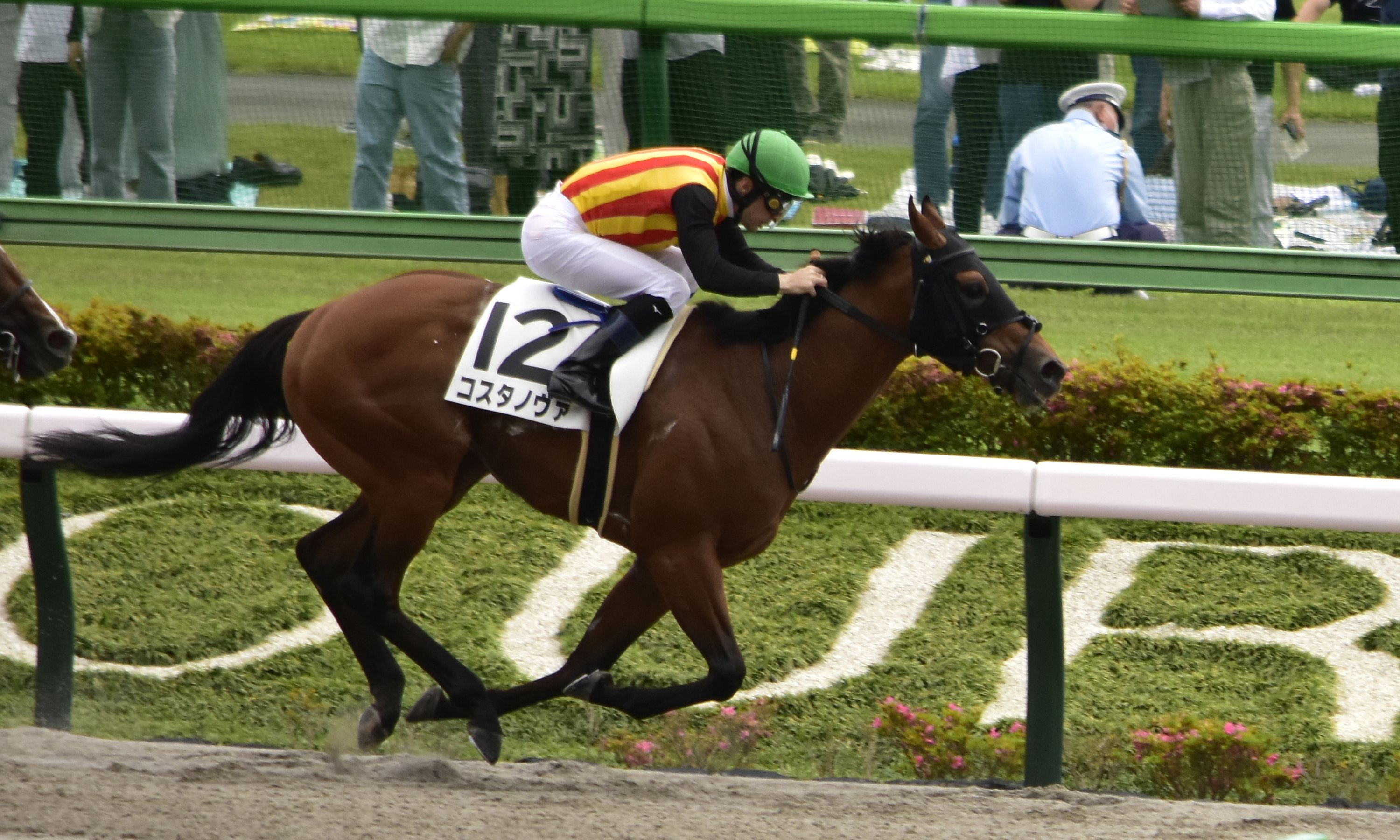
3歳以上1勝クラス（2023年6月4日）
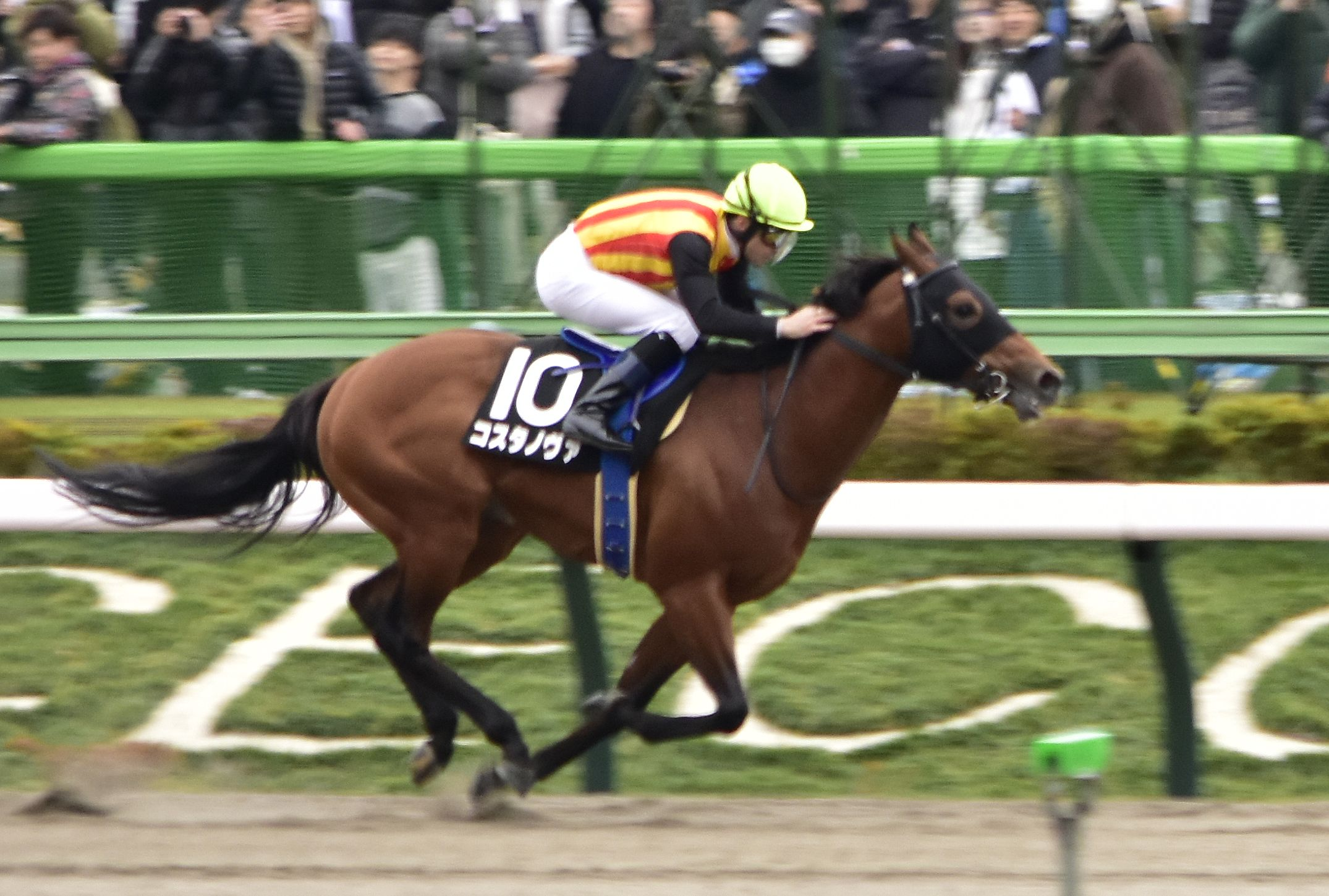
アプローズ賞（2023年11月26日）

### 4歳 (2024年)
シーズン初戦として出走した2月4日の白嶺ステークスの勝利をもってオープンクラスに昇格。この年も慎重に出走を重ね、3か月後の欅ステークスでオープン戦初勝利をマーク。重賞初挑戦かつ初の1200mとなった8月のクラスターカップは2番人気に支持されたが、6着に敗れた。出走を予定していた11月の武蔵野ステークスは、左目の下の腫れが治まらないため、回避した。

### 5歳 (2025年)
2月2日の根岸ステークスより始動。直線で豪快に抜け出し、2着ロードフォンスに4馬身差をつける圧勝で重賞初優勝を飾った。
2月23日、GI初挑戦となるフェブラリーステークスに出走。根岸ステークスで騎乗していた横山武史がエンペラーワケアに騎乗するため、新たにレイチェル・キングを鞍上に迎えた。先団の好位追走から力強い伸び脚で抜け出し、サンライズジパングの強襲を退けGI初制覇を飾った。なお、鞍上のキングは日本競馬史上初となる女性騎手のJRA平地GI制覇を成し遂げた。

## 競走成績
以下の内容は、netkeiba.comおよびJBISサーチに基づく。
| 競走日     | 競馬場 | 競走名         | 格     | 距離（馬場）  | 頭 数 | 枠 番 | 馬 番 | オッズ （人気） | 着順 | タイム （上り3F） | 着差 | 騎手          | 斤量 [kg] | 1着馬（2着馬）         | 馬体重 [kg] |
| ---------- | ------ | -------------- | ------ | ------------- | ----- | ----- | ----- | --------------- | ---- | ----------------- | ---- | ------------- | --------- | ---------------------- | ----------- |
| 2022.12.25 | 中山   | 2歳新馬        |        | 芝1600m（良） | 16    | 2     | 4     | 011.90（4人）   | 11着 | R1:38.2（37.2）   | -2.2 | 0T.マーカンド | 55        | ペリファーニア         | 484         |
| 2023.03.11 | 中山   | 3歳未勝利      |        | ダ1800m（良） | 16    | 3     | 6     | 019.10（4人）   | 01着 | R1:53.7（39.2）   | -0.8 | 0杉原誠人     | 56        | （グランサバナ）       | 492         |
| 0000.06.04 | 東京   | 3歳上1勝クラス |        | ダ1600m（稍） | 16    | 6     | 12    | 004.70（3人）   | 01着 | R1:35.1（36.1）   | -0.1 | 0C.ルメール   | 55        | （ブレイゼスト）       | 490         |
| 0000.09.03 | 新潟   | 両津湾特別     | 2勝    | ダ1800m（良） | 15    | 4     | 6     | 002.00（1人）   | 02着 | R1:52.5（39.3）   | -0.1 | 0C.ルメール   | 55        | タイセイエピソード     | 492         |
| 0000.11.26 | 東京   | アプローズ賞   | 2勝    | ダ1600m（良） | 16    | 5     | 10    | 002.20（1人）   | 01着 | R1:36.3（36.6）   | -0.2 | 0C.ルメール   | 57        | （ダイシンピスケス）   | 494         |
| 2024.02.04 | 東京   | 白嶺S          | 3勝    | ダ1600m（良） | 16    | 3     | 5     | 001.50（1人）   | 01着 | R1:36.5（36.5）   | -0.4 | 0C.ルメール   | 58        | （イグザルト）         | 494         |
| 0000.05.25 | 東京   | 欅S            | OP     | ダ1400m（良） | 16    | 4     | 7     | 003.50（2人）   | 01着 | R1:21.9（34.8）   | -0.2 | 0C.ルメール   | 57        | （エンペラーワケア）   | 484         |
| 0000.08.14 | 盛岡   | クラスターC    | JpnIII | ダ1200m（重） | 13    | 8     | 12    | 002.20（2人）   | 06着 | R1:10.9（34.4）   | -0.9 | 0C.ルメール   | 54        | ドンフランキー         | 497         |
| 2025.02.02 | 東京   | 根岸S          | GIII   | ダ1400m（稍） | 16    | 5     | 9     | 004.60（2人）   | 01着 | R1:22.6（35.9）   | -0.7 | 0横山武史     | 57        | （ロードフォンス）     | 496         |
| 0000.02.23 | 東京   | フェブラリーS  | GI     | ダ1600m（良） | 16    | 5     | 9     | 004.30（2人）   | 01着 | R1:35.5（35.6）   | -0.2 | 0R.キング     | 58        | （サンライズジパング） | 494         |
| 0000.05.05 | 船橋   | かしわ記念     | JpnI   | ダ1600m（良） | 10    | 7     | 7     | 001.50（1人）   | 03着 | R1:39.3（36.2）   | -0.1 | 0D.レーン     | 57        | シャマル               | 487         |
| 0000.06.25 | 浦和   | さきたま杯     | JpnI   | ダ1400m（不） | 12    | 3     | 3     | 003.10（2人）   | 11着 | R1:25.8（35.8）   | -2.6 | 0C.ルメール   | 57        | シャマル               | 492         |

- 競走成績は2025年6月25日現在

## 血統表
| コスタノヴァの血統              | コスタノヴァの血統                       | コスタノヴァの血統                       | （血統表の出典）                         | （血統表の出典）  |
| 父系                            | キングマンボ系                           | キングマンボ系                           | キングマンボ系                           | [ § 2 ]           |
| 父 ロードカナロア 2008 鹿毛     | 父の父キングカメハメハ 2001 鹿毛         | Kingmambo                                | Mr.Prospector                            | Mr.Prospector     |
| 父 ロードカナロア 2008 鹿毛     | 父の父キングカメハメハ 2001 鹿毛         | Kingmambo                                | Miesque                                  |                   |
| 父 ロードカナロア 2008 鹿毛     | 父の父キングカメハメハ 2001 鹿毛         | *マンファス                              | *ラストタイクーン                        | *ラストタイクーン |
| 父 ロードカナロア 2008 鹿毛     | 父の父キングカメハメハ 2001 鹿毛         | *マンファス                              | Pilot Bird                               |                   |
| 父 ロードカナロア 2008 鹿毛     | 父の母レディブラッサム 1996 鹿毛         | Storm Cat                                | Storm Bird                               | Storm Bird        |
| 父 ロードカナロア 2008 鹿毛     | 父の母レディブラッサム 1996 鹿毛         | Storm Cat                                | Terlingua                                |                   |
| 父 ロードカナロア 2008 鹿毛     | 父の母レディブラッサム 1996 鹿毛         | *サラトガデュー                          | Cormorant                                | Cormorant         |
| 父 ロードカナロア 2008 鹿毛     | 父の母レディブラッサム 1996 鹿毛         | *サラトガデュー                          | Super Luna                               |                   |
| 母 カラフルブラッサム 2010 鹿毛 | 母の父ハーツクライ 2001 鹿毛             | *サンデーサイレンス                      | Halo                                     | Halo              |
| 母 カラフルブラッサム 2010 鹿毛 | 母の父ハーツクライ 2001 鹿毛             | *サンデーサイレンス                      | Wishing Well                             |                   |
| 母 カラフルブラッサム 2010 鹿毛 | 母の父ハーツクライ 2001 鹿毛             | アイリッシュダンス                       | トニービン                               | トニービン        |
| 母 カラフルブラッサム 2010 鹿毛 | 母の父ハーツクライ 2001 鹿毛             | アイリッシュダンス                       | ビューパーダンス                         |                   |
| 母 カラフルブラッサム 2010 鹿毛 | 母の母*トロピカルブラッサム 1998 鹿毛    | *サンダーガルチ                          | Gulch                                    | Gulch             |
| 母 カラフルブラッサム 2010 鹿毛 | 母の母*トロピカルブラッサム 1998 鹿毛    | *サンダーガルチ                          | Line of Thunder                          |                   |
| 母 カラフルブラッサム 2010 鹿毛 | 母の母*トロピカルブラッサム 1998 鹿毛    | Barbara Sue                              | Big Spruce                               | Big Spruce        |
| 母 カラフルブラッサム 2010 鹿毛 | 母の母*トロピカルブラッサム 1998 鹿毛    | Barbara Sue                              | Maytide                                  |                   |
| 母系(F-No.)                     | トロピカルブラッサム(USA)系(FN:19)       | トロピカルブラッサム(USA)系(FN:19)       | トロピカルブラッサム(USA)系(FN:19)       | [ § 3 ]           |
| 5代内の近親交配                 | Mr. Prospector：S4×M5、Storm Bird：S4×M5 | Mr. Prospector：S4×M5、Storm Bird：S4×M5 | Mr. Prospector：S4×M5、Storm Bird：S4×M5 | [ § 4 ]           |
| 出典                            | 1. 2. 3. 4.                              | 1. 2. 3. 4.                              | 1. 2. 3. 4.                              | 1. 2. 3. 4.       |

- 母カラフルブラッサムはJRA3勝、2012年阪神ジュベナイルフィリーズ5着の実績がある。
- 伯父にピイラニハイウェイ（2012年浦和記念、佐賀記念）